# موريس زانو
موريس زانو (بالعبرية: מוריס ז'אנו // بالإنجليزية: Moris Zano . من مواليد 8 أيار / مايو 1958) هو لاعب كرة قدم إسرائيلي سابق.

## حياته
ولد زانو في المغرب وانتقل إلى إسرائيل في سن مبكرة وترعرع في عسقلان. بدأ زانو بلعب كرة القدم لهابل عسقلان وفي سن السادسة عشر انضم إلى الفريق. بعد اجتذاب امتحانات بطولة كرة القدم الجوية، حيث التقى لاعب كرة القدم هابويل تل أبيب يعقوب اكويز، الذي أوصى له بالانضمام إلى هبوعيل. أراد هبوعيل تل أبيب الانضمام للنادي إلى النادي، لكن عسقلان خلق صعوبات في الانتقال، وجاء جانو للإغلاق. خلال العام، لم يكن هناك علاقة مقطوعة بين اللاعب وهابويل تل أبيب، وفي عام 1980 وقع مع هبوعيل بئير شيب. في الجولة 24 ، سجل هدفاً ضد هبوعيل تل أبيب في الوقت الذي خاض فيه البطولة. في نهاية المباراة، فاز هبوعيل تل أبيب 1-2 والمدرب ديفيد شويتزر على زانو وطلب منه الاتصال به في نهاية الموسم. بعد الفوز بالبطولة، وقع هبوعيل تل أبيب في صيف عام 1981. في أول ظهور له في هبوعيل تل أبيب، سجل أول هدف له ضد هبوعيل أورشليم. مع هبوعيل فاز بالبطولة عامي 1986 و 1988. في عام 1991 ، انتقل إلى هبوعيل أشدود.